# アール・バンバー
アール・アンダーソン・バンバー（Earl Anderson Bamber, 1990年7月9日 - ）は、ニュージーランド出身のレーシングドライバーである。2014年のポルシェ・スーパーカップとポルシェ・カレラカップ アジアのダブルチャンピオン。
また、ル・マン24時間レースでも2度の総合優勝を達成しており、ニコ・ヒュルケンベルグとニック・タンディと共に2015年のル・マン24時間レース を、2017年にはティモ・ベルンハルトとブレンドン・ハートレイと共にル・マンを制した。この2017年のル・マントリオは、2017年のFIA 世界耐久選手権でもドライバーズタイトルを獲得した。 

## 経歴
バンバーはニュージーランドのワンガヌイに生まれ、弟のウィリアムと一緒にファンガヌイ大学に通った。
バンバーのレースキャリアはカートレースで始まり、ノースアイランドスプリントチャンピオンシップ（ジュニア100ccヤマハ 制限付き）で12歳で最初のタイトルを獲得し、オークランドで開催された、2004年のスプリントカートチャンピオンシップミーティングで最初の全国タイトルを獲得した。その年の後半、2004年のニュージーランドのロータックスマックスチャレンジでジュニアクラスを制覇した後、ポルトガルで開催されたロータックスマックスカテゴリーの毎年恒例のグランドファイナルで表彰台を獲得した。

### フォーミュラレース

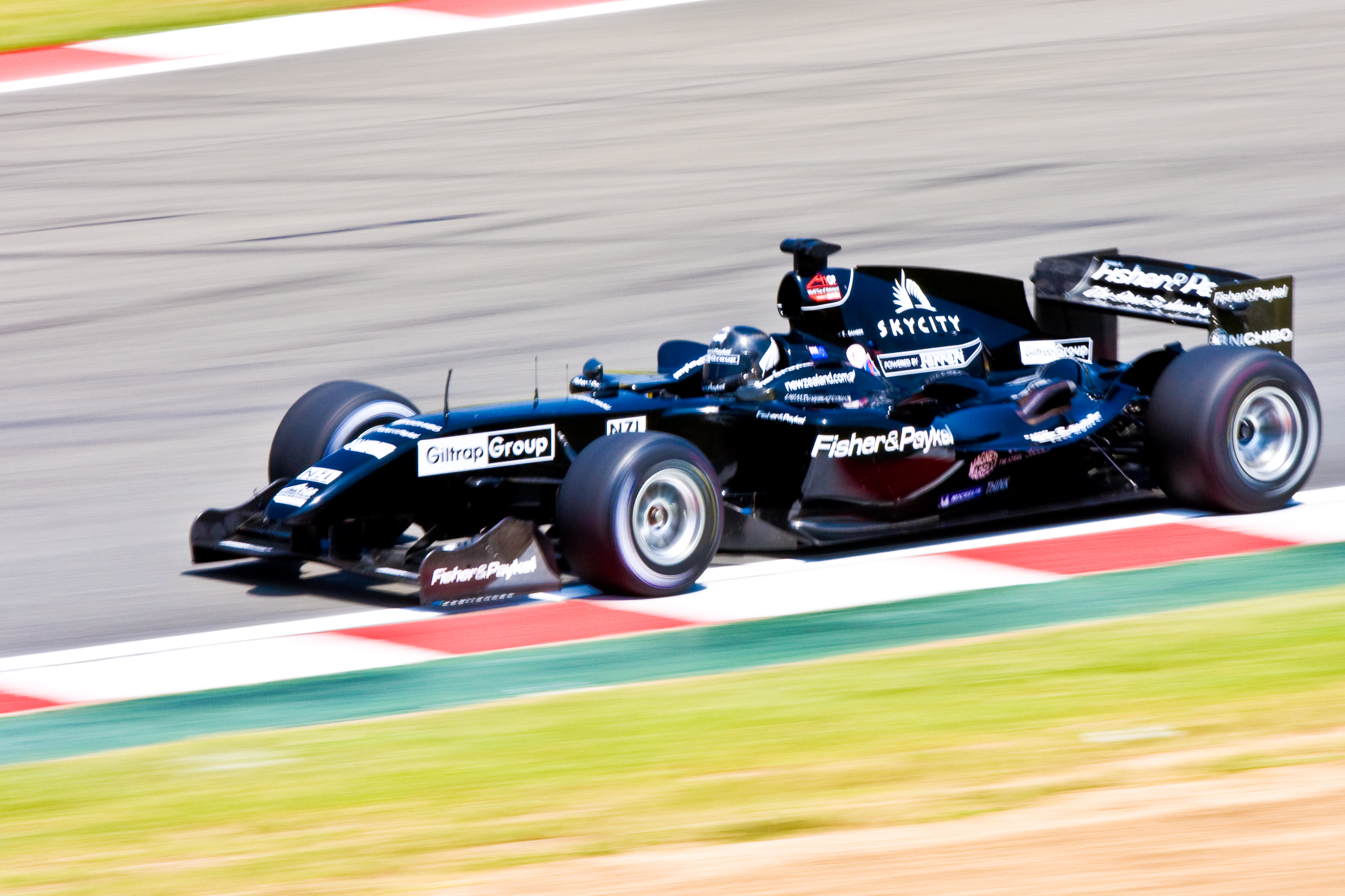
A1チームニュージーランドで 2008–09 A1GP 南アフリカで競う、バンバー

バンバーはカートとシングルシーターシリーズを経て、2006年フォーミュラ・BMW アジアのタイトルを獲得した。厳しい予算にもかかわらず、フォーミュラ・ルノーV6とオーストラリアF3でポールポジション、ファステストラップ、表彰台を獲得した。2008年、フォーミュラ・ルノーV6 アジアとトヨタレーシングシリーズ・ニュージーランドの2つで2位を獲得した。2009年、バンバーはA1グランプリにニュージーランドチームで、国際的ないくつかのラウンドを争い、3回表彰台を獲得した。また、GP2アジアで表彰台に立った。2010年はトヨタレーシングシリーズ・ニュージーランドで再び2位となった。

### スポーツカーレース

#### 2013
バンバーはマレーシアのチームであるネクサス・レーシングとともに、ポルシェ・カレラカップアジアでのポルシェのワンメイクシリーズに初出場した。そして最終的にはドライバーズタイトルを獲得した。ポルシェカレラカップアジアは、ドイツのオシャースレーベンで開催された、ポルシェモータースポーツインターナショナルカップ奨学金のシュートアウトにバンバーをノミネートし、世界中のポルシェワンメイクカップシリーズの他の7人のドライバーに勝利した。選考プロセスの一部には、予選セッションとレース全体のシミュレーションが含まれた。彼は次年2014年のポルシェスーパーカップシーズンの為の20万ユーロの資金を受け取った。バンバーの最初のスポーツカーレースシーズンは、第60回マカオグランプリでのカレラカップアジアでの勝利で終わった。9度の世界ラリー選手権王者のセバスチャン・ローブを破った。

#### 2014

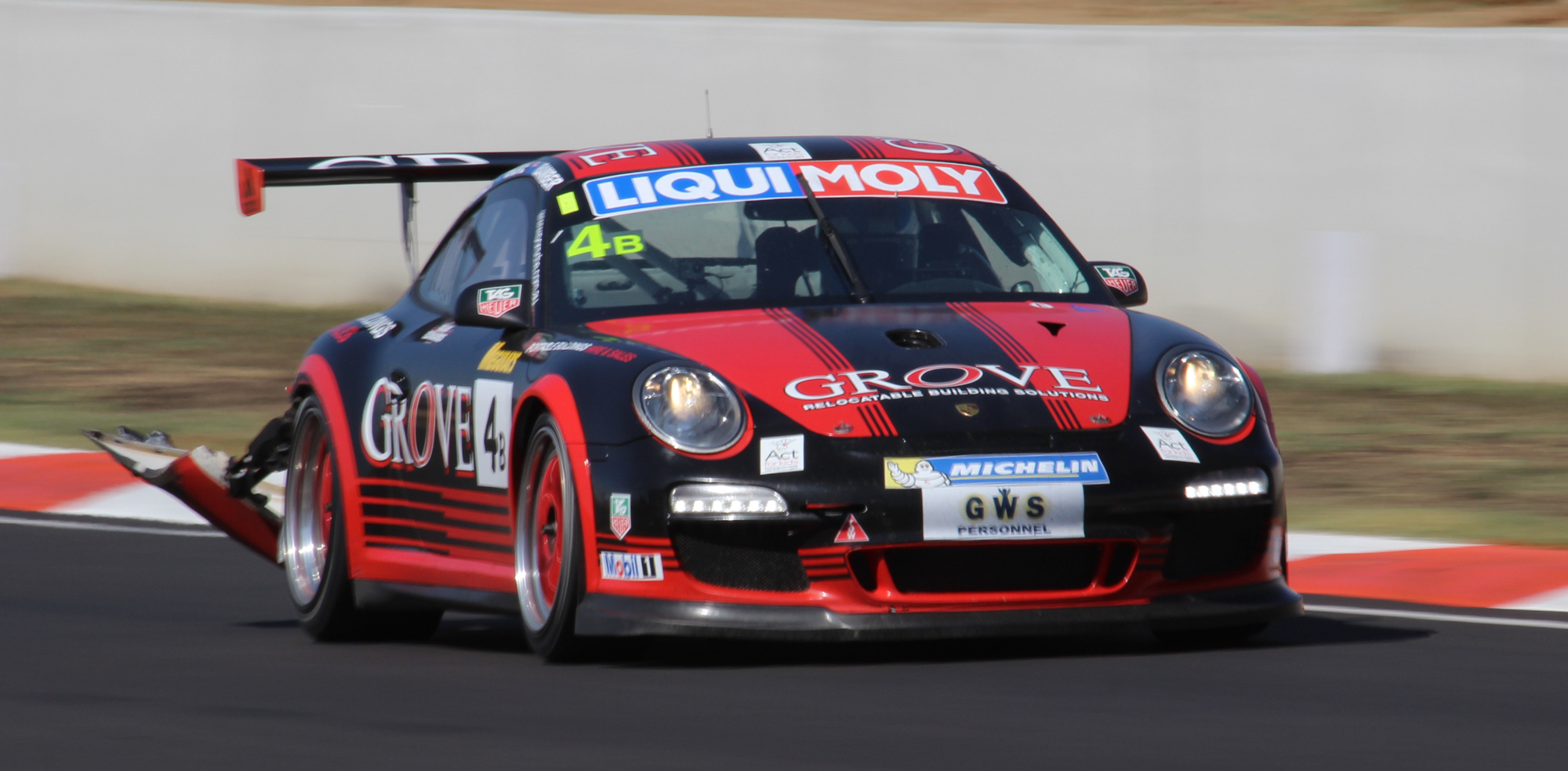
ポルシェ・997 GT3-R Cupの アール・バンバー、ベン・バーカー、スティーブン・グローブ、2014年バサースト12時間

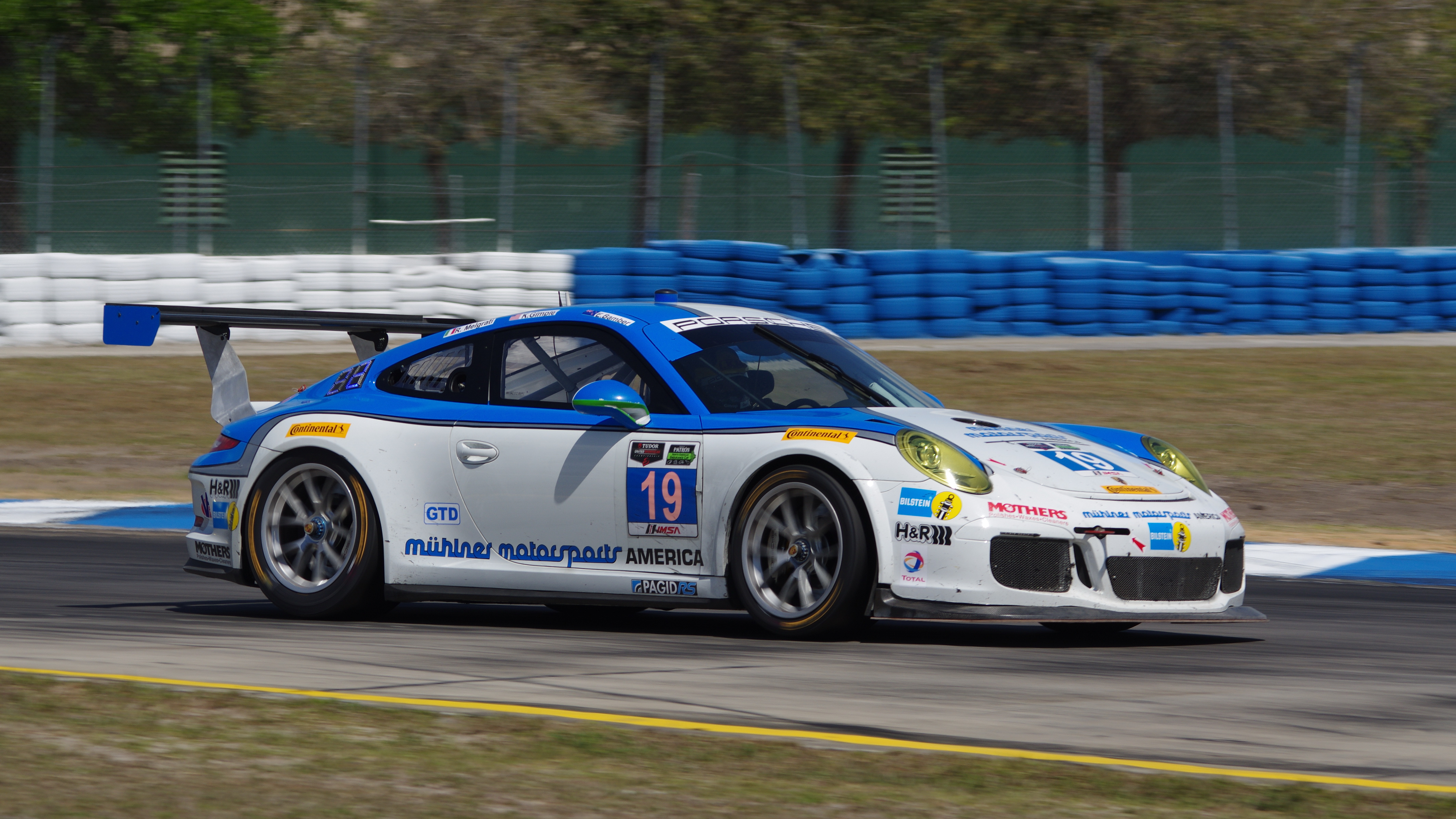
ミュールナー・モータースポーツ 、セブリング12時間レース、2014年ユナイテッド・スポーツカー選手権

耐久レースでも、チームオーナーでカレラカップオーストラリアのレギュラー、スティーブン・グローブとベン・バーカーとともに、グローブレーシングでバサースト12時間（クラスB）クラス優勝した。ポルシェスーパーカップではFACH AUTO TECHと、ドイツとアジアのポルシェカレラカップは、それぞれチーム75ベルンハルトとLKMレーシングでレースを行った。スーパーカップでの10ラウンド後、バンバーは155ポイントでドライバーズタイトルを獲得し、ニュージーランド人として初めてポルシェスーパーカップのタイトルを獲得し、ルーキーとしては初めての優勝となった。ポルシェスーパーカップとポルシェカレラカップドイツでのレースにより、朱海で2レースを欠場したにもかかわらず、10レース中8レースで優勝し、ポルシェカレラカップアジアを連覇した。チーム75ベルンハルトで、バンバーはポルシェカレラカップドイツの18ラウンドのうち10ラウンドで、2勝、5回の表彰台、3回のファステストラップを記録した。彼はドライバーズチャンピオンシップで2位でシリーズを去り、シーズンの終了時に総合7位だった。バンバーはまた、ユナイテッド・スポーツカー選手権（USCC）のプチ・ル・マンで、ポルシェ・911 RSRで負傷したリヒャルト・リーツに代わり、ポルシェ・ワークスドライバーのパトリック・ロングとミカエル・クリステンセンに加わった。彼らのコア・オートスポーツが運営するポルシェ・ノースアメリカが2位となり、マニュファクチャラータイトルを獲得することとなった。

#### 2015

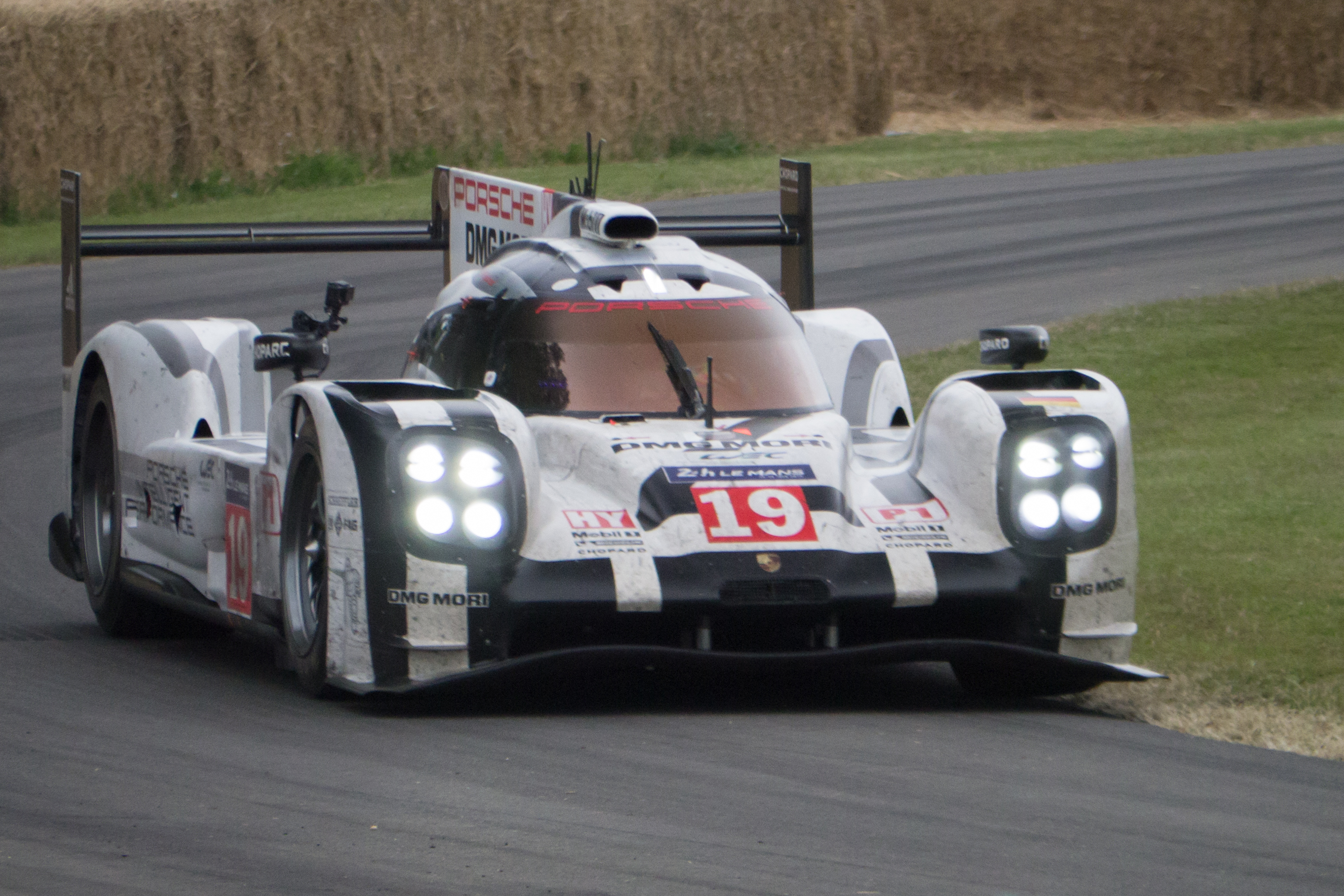
1. 19 ポルシェ・919ハイブリッド、バンバー、ヒュルケンベルグ、 タンディーがドライブし、2015年ル・マン24時間で総合優勝した

シーズンに先立ち、バンバーはポルシェ・モータースポーツとワークスドライバーとして契約した。1月、デイトナ24時間レースで仲間のワークスドライバーである、ヨルグベルグ・マイスター、フレデリック・マコヴィッキィ、ミカエル・クリステンセンと共に出場。しかしNo.912 ポルシェ・911 RSRはリタイヤとなった。ポルシェLMPチームにバンバーとニック・タンディ、F1ドライバーであるニコ・ヒュルケンベルグが加わり、ポルシェ・919ハイブリッドでスパ・フランコルシャン6時間レースとル・マン24時間レースに出場した。そしてル・マンでは予選3位から総合優勝を飾った。その後FIA世界耐久選手権（WEC）でアブダビ・プロトン・レーシングからポルシェ・911 RSRでLMGTE Amクラスから第4-6戦に出場した。またUSCCにポルシェ・ノースアメリカからポルシェ・911 RSRでGTLMクラスに参戦。ランキング10位となった。また11月のマカオで行われる、FIA GTワールドカップにも出場した。

#### 2016

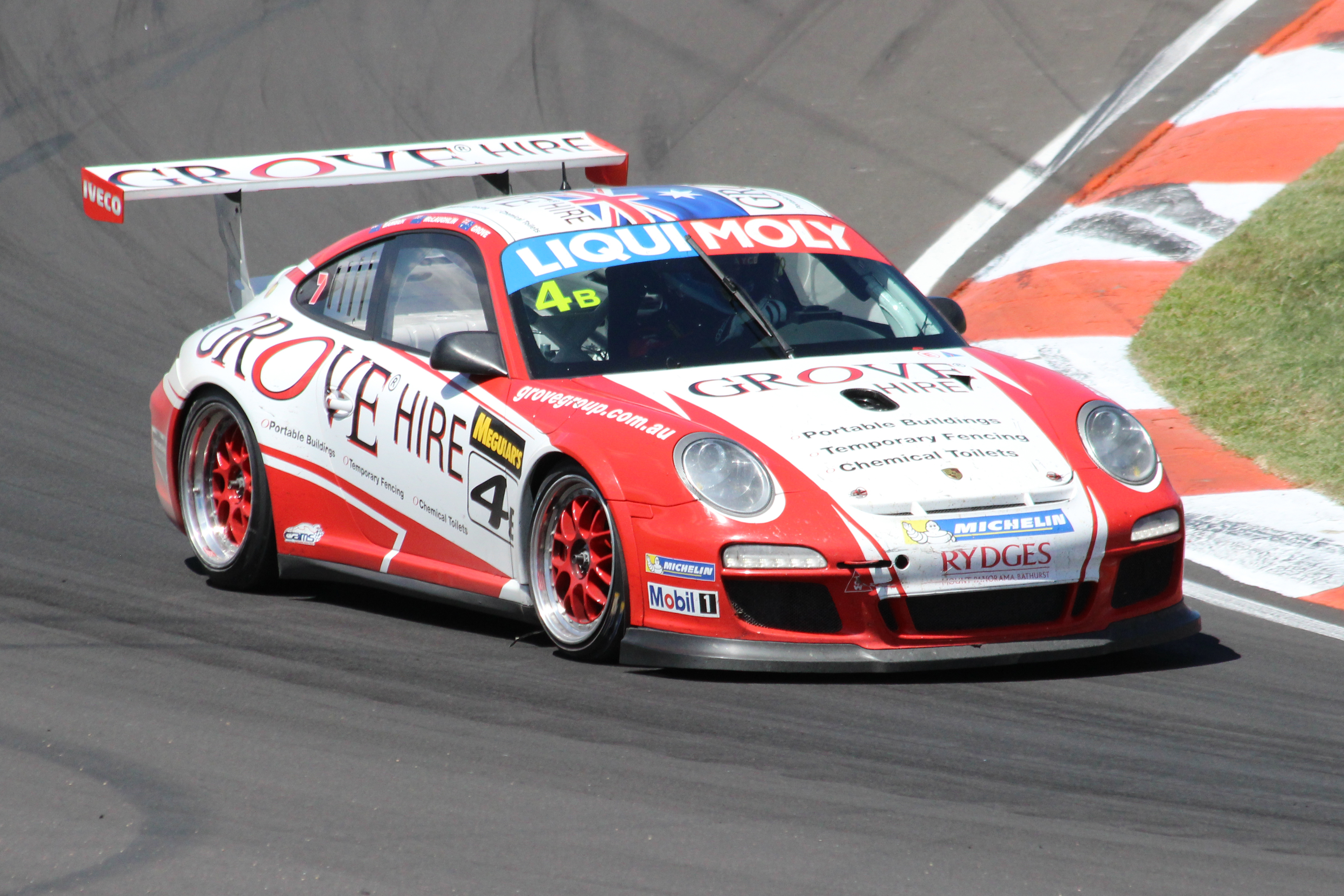
クラスBで優勝したポルシェ・GT3 Cupのアールバンバー、2016年バサースト12時間

バンバーは、バサースト12時間でチームオーナーのスティーブン・グローブ、スコット・マクラフリンと一緒にグローブモータースポーツの2回目のクラスBで優勝を飾った。引き続き、USCCではポルシェノースアメリカで、ル・マン24時間レースではポルシェモータースポーツで911 RSRをドライブした。しかしル・マンではリタイヤ、USCCのGTLMクラスではランキング4位だった。デイトナ24時間レース、セブリング12時間レース共にクラス3位だった。

#### 2017

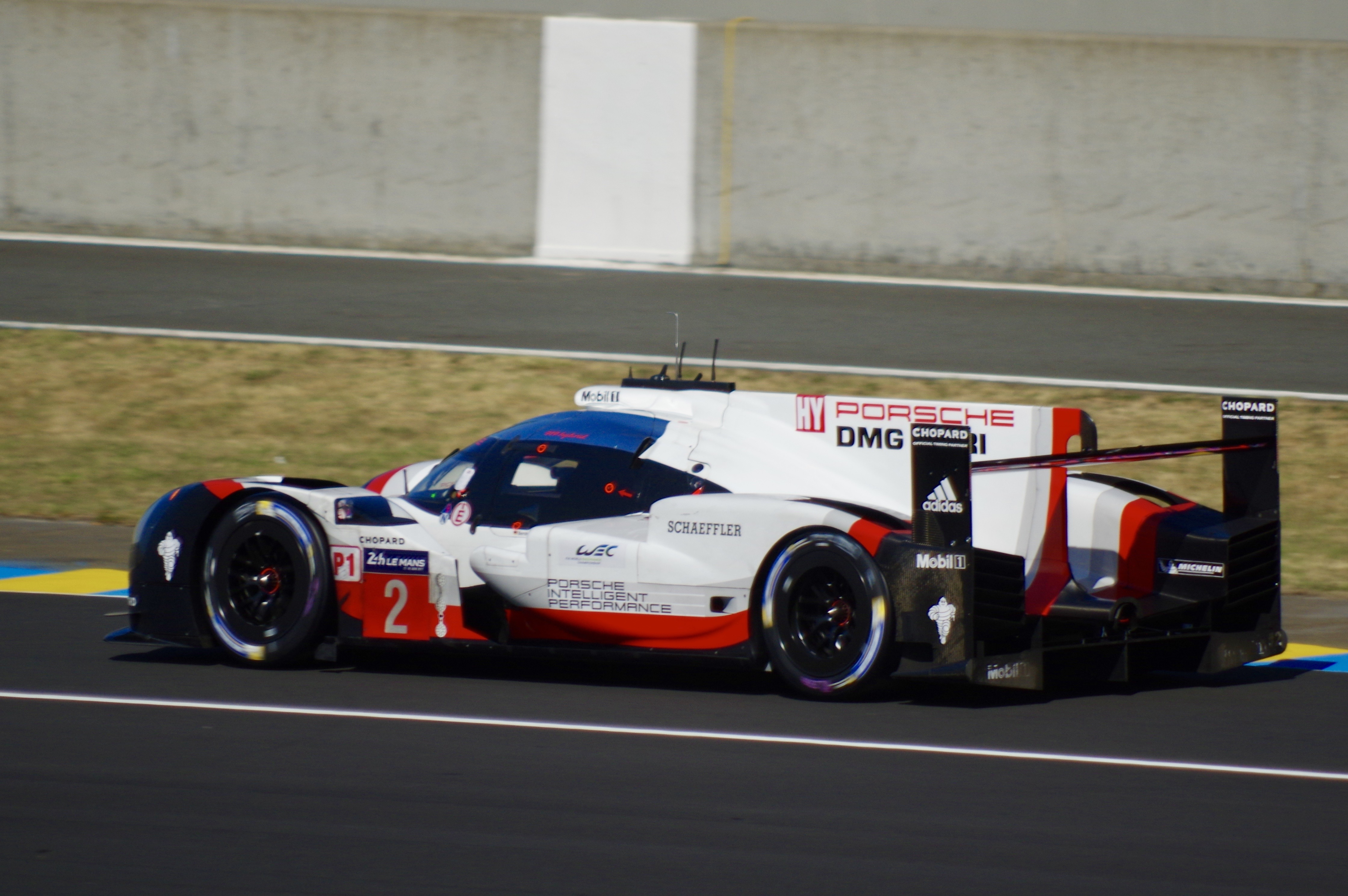
2017年ル・マン24時間優勝車#2 ポルシェ・919ハイブリッド

2016年12月3日、バンバーはニック・タンディとアンドレ・ロッテラーとともに、ポルシェLMP1チームのメンバーとして発表された。彼は引退したマーク・ウェバーに代わり、2号車をティモ・ベルンハルトとブレンドン・ハートレイとドライブし、WEC、ル・マン24時間レースに出場。ル・マンでは序盤トラブルで約1時間のロスタイムがあったが、他のLMP1マシンもトラブルが相次ぎ、バンバーの2号車が総合優勝、自身2勝目を飾った。またWECでもLMP1ドライバーズタイトルを獲得した。

#### 2019
USCCにポルシェGTチームからGTLMクラスにポルシェ・911 RSRで出場。ドライバー、チームタイトルを獲得した。

#### 2022
USCCに2023年からのLMDhに向けて2台体制となった、キャデラック・レーシングを運営するチップ・ガナッシ・レーシングからキャデラック・DPi-V.RでDPiクラスに参戦。セブリング12時間で総合優勝した。

## レース戦績
| 年      | シリーズ                                         | 順位  | 車                             | チーム                                                  |
| ------- | ------------------------------------------------ | ----- | ------------------------------ | ------------------------------------------------------- |
| 2005–06 | ニュージーランド・フォーミュラ・フォード選手権   | 4位   | ヴァンディーメン RF93 フォード |                                                         |
| 2006    | フォーミュラ・BMW・アジア                        | 1位   | ミゲール FB02 BMW              | チーム・メリタス                                        |
| 2006–07 | トヨタ・レーシング・シリーズ                     | 7位   | タトゥース TT104ZZ トヨタ      | チーム・メリタス                                        |
| 2007    | フォーミュラ・ルノーV6・アジア選手権             | 10位  | タトゥース FRV6 ルノー         | チーム・メリタス                                        |
| 2007–08 | トヨタ・レーシング・シリーズ                     | 2位   | タトゥース TT104ZZ トヨタ      | インターナショナル・モータースポーツ                    |
| 2008    | フォーミュラ・V6アジア                           | 2位   | タトゥース FRV6 ルノー         | チーム・メリタス                                        |
| 2008    | オーストラリア・ドライバーズ・チャンピオンシップ | 13位  | ダラーラ F307 メルセデス       | チーム・BRM                                             |
| 2008    | インターナショナル・フォーミュラマスター         | 15位  | タトゥース N.T07 ホンダ        | ADMモータースポーツ                                     |
| 2008–09 | トヨタ・レーシング・シリーズ                     | 12位  | タトゥース TT104ZZ トヨタ      | アール・バンバー・レーシング                            |
| 2008–09 | GP2・アジアシリーズ                              | 14位  | ダラーラ GP2/05 ルノー         | チーム・メリタス                                        |
| 2008–09 | A1グランプリ                                     | 7位   | フェラーリ A1 08               | A1・チーム・ニュージーランド スーパーノヴァ・レーシング |
| 2009    | インターナショナル・フォーミュラマスター         | 18位  | タトゥース N.T07 ホンダ        | ADMモータースポーツ                                     |
| 2009    | ユーロシリーズ 3000                              | 11位  | ローラ B05/52 ザイテック       | TPフォーミュラ                                          |
| 2010    | トヨタ・レーシング・シリーズ                     | 2位   | タトゥース TT104ZZ トヨタ      | トリプルX・モータースポーツ                             |
| 2010    | スーパーリーグ・フォーミュラ                     | 7位   | パノス DP09Bメナード           | FCポルト リード・モータースポーツ                       |
| 2010–11 | ポルシェGT3カップ・チャレンジ・ニュージーランド  | 15位  | ポルシェ 997GT3カップ          | トリプルX・モータースポーツ                             |
| 2011    | トヨタ・レーシング・シリーズ                     | 15位  | タトゥース TT104ZZ トヨタ      | M2・コンペティション                                    |
| 2011    | スーパーリーグ・フォーミュラ                     | 7位   | パノス DP09Bメナード           | ニュージーランド リード・モータースポーツ               |
| 2013    | ポルシェ・カレラカップ・アジア                   | 1位   | ポルシェ997GT3カップ           | ネクサス・レーシング                                    |
| 2013    | ポルシェ・スーパーカップ                         | NC    | ポルシェ997GT3カップ           | ファッハ・オートテック                                  |
| 2014    | ポルシェ・カレラカップ・アジア                   | 1位   | ポルシェ997GT3カップ           | LKMレーシング                                           |
| 2014    | ポルシェ・カレラカップ・ドイツ                   | 7位   | ポルシェ997GT3カップ           | 75モータースポーツ                                      |
| 2014    | ポルシェ・スーパーカップ                         | 1位   | ポルシェ997GT3カップ           | ファッハ・オートテック                                  |
| 2015    | FIA 世界耐久選手権 - LMP1                        | 9位   | ポルシェ・919ハイブリッド      | ポルシェ・チーム                                        |
| 2015    | ル・マン24時間レース - LMP1                      | 1位   | ポルシェ・919ハイブリッド      | ポルシェ・チーム                                        |
| 2015    | ユナイテッド・スポーツカー選手権                 | 10位  | ポルシェ・911 RSR              | ポルシェ・ノースアメリカ                                |
| 2016    | ユナイテッド・スポーツカー選手権                 | 4位   | ポルシェ・911 RSR              | ポルシェ・ノースアメリカ                                |
| 2016    | ル・マン24時間レース - LMGTE Pro                 | NC    | ポルシェ・911 RSR              | ポルシェ・モータースポーツ                              |
| 2017    | FIA 世界耐久選手権 - LMP1                        | 1位   | ポルシェ・919ハイブリッド      | ポルシェ・LMPチーム                                     |
| 2017    | ル・マン24時間レース - LMP1                      | 1位   | ポルシェ・919ハイブリッド      | ポルシェ・LMPチーム                                     |
| 2018    | ユナイテッド・スポーツカー選手権                 | 5位   | ポルシェ・911 RSR              | ポルシェ・GTチーム                                      |
| 2018    | バージンオーストラリアスーパーカーズ選手権       | 29位  | ホールデンZBコモドア           | トリプルエイト・レース・エンジニアリング                |
| 2018    | スーパー2 シリーズ                               | 24位  | ホールデンVFコモドア           | グローブ・モータースポーツ                              |
| 2019    | ユナイテッド・スポーツカー選手権                 | 1位   | ポルシェ・911 RSR              | ポルシェ・GTチーム                                      |
| 2019    | FIA GT ワールドカップ                            | 3位   | ポルシェ・911 GT3              | ローヴェ・レーシング                                    |
| 2020    | ユナイテッド・スポーツカー選手権                 | 6位   | ポルシェ・911 RSR              | ポルシェ・GTチーム                                      |
| 2021    | GTワールドチャレンジ・ヨーロッパ・耐久カップ     | 10位  | ポルシェ・911 GT3              | GPX・マルティニ・レーシング                             |
| 2022    | ユナイテッド・スポーツカー選手権                 | 3位＊ | キャデラック・DPi-V.R          | キャデラック・レーシング                                |

- * : 今シーズンの順位。（現時点）

### ポルシェカップ

#### ポルシェ・カレラカップ・アジア
| 年     | チーム               | 1     | 2     | 3     | 4     | 5     | 6     | 7     | 8      | 9     | 10    | 11    | 12    | 順位 | ポイント |
| ------ | -------------------- | ----- | ----- | ----- | ----- | ----- | ----- | ----- | ------ | ----- | ----- | ----- | ----- | ---- | -------- |
| 2013年 | ネクサス・レーシング | SEP 3 | SHA 2 | SHA 2 | ZHU 1 | ZHU 1 | ORD 1 | ORD 1 | INJ 10 | INJ 3 | MRN 1 | SHA 1 | SHA 2 | 1位  | 217      |
| 2014年 | LKM・レーシング      | SEP 1 | SHA 1 | SHA 3 | ZHU   | ZHU   | FSW 1 | FSW 1 | SEP 1  | SEP 2 | MRN 1 | SHA 1 | SHA 1 | 1位  | 199      |

- 太字はポールポジション、斜字はファステストラップ (key)。

#### ポルシェ・スーパーカップ
| 年     | チーム                 | 1     | 2     | 3     | 4     | 5      | 6     | 7     | 8     | 9     | 10    | 順位 | ポイント |
| ------ | ---------------------- | ----- | ----- | ----- | ----- | ------ | ----- | ----- | ----- | ----- | ----- | ---- | -------- |
| 2013年 | ファッハ・オートテック | CAT   | MON   | SIL   | NÜR   | HUN 15 | SPA   | MNZ   | YMC 2 | YMC 5 |       | NC‡  | 0‡       |
| 2014年 | ファッハ・オートテック | CAT 1 | MON 9 | SPL 6 | SIL 3 | HOC 2  | HUN 3 | SPA 1 | MNZ 3 | COA 4 | COA 2 | 1位  | 155      |

- 太字はポールポジション、斜字はファステストラップ (key)。
- ‡：ゲストドライバーとして参戦したため、ポイントの獲得は認められない。

#### ポルシェ・カレラカップ・ドイツ
| 年     | チーム                   | 1       | 2       | 3         | 4       | 5       | 6        | 7       | 8     | 9       | 10      | 11    | 12    | 13    | 14    | 15    | 16    | 17    | 18    | 順位 | ポイント |
| ------ | ------------------------ | ------- | ------- | --------- | ------- | ------- | -------- | ------- | ----- | ------- | ------- | ----- | ----- | ----- | ----- | ----- | ----- | ----- | ----- | ---- | -------- |
| 2014年 | KÜS TEAM75・ベルンハルト | HOC 1 3 | HOC 2 1 | OSC 1 Ret | OSC 2 5 | HUN 1 5 | HUN 2 17 | NOR 1 5 | NOR 2 | SPL 1 2 | SPL 2 1 | NÜR 1 | NÜR 2 | LAU 1 | LAU 2 | SAC 1 | SAC 2 | HOC 1 | HOC 2 | 7位  | 126      |

- 太字はポールポジション、斜字はファステストラップ。(key)

### スポーツカー

#### ウェザーテック・スポーツカー選手権
| 年     | チーム                                     | 使用車両                 | クラス | 1      | 2      | 3     | 4     | 5      | 6     | 7     | 8     | 9     | 10    | 11     | 12    | 順位 | ポイント |
| ------ | ------------------------------------------ | ------------------------ | ------ | ------ | ------ | ----- | ----- | ------ | ----- | ----- | ----- | ----- | ----- | ------ | ----- | ---- | -------- |
| 2014年 | ミュールナー・モータースポーツ             | ポルシェ・911 GTアメリカ | GTD    | DAY 27 | SEB 20 | LGA   | DET   | WGL    | MOS   | IMS   | ELK   | VIR   | CTA   |        |       | 79位 | 27       |
| 2014年 | ポルシェ・ノースアメリカ                   | ポルシェ・911 RSR        | GTLM   |        |        |       |       |        |       |       |       |       |       | PET 13 |       | 28位 | 76       |
| 2015年 | ポルシェ・ノースアメリカ                   | ポルシェ・911 RSR        | GTLM   | DAY 7  | SEB 7  | LBH   | LGA   | WGL 2  | MOS 7 | ELK 2 | VIR 2 | CTA 5 | PET 8 |        |       | 10位 | 225      |
| 2016年 | ポルシェ・ノースアメリカ                   | ポルシェ・911 RSR        | GTLM   | DAY 3  | SEB 3  | LBH 7 | LGA 3 | WGL 10 | MOS 6 | LIM 8 | ELK 4 | VIR 3 | CTA 1 | PET 5  |       | 4位  | 313      |
| 2017年 | ポルシェ・GTチーム                         | ポルシェ・911 RSR        | GTLM   | DAY    | SEB    | LBH   | CTA   | WGL    | MOS   | LIM   | ELK   | VIR   | LGA   | PET 5  |       | 24位 | 26       |
| 2018年 | ポルシェ・GTチーム                         | ポルシェ・911 RSR        | GTLM   | DAY 6  | SEB 3  | LBH 7 | MDO 1 | WGL 4  | MOS 6 | LIM 3 | ELK 4 | VIR 5 | LGA 2 | PET 6  |       | 5位  | 308      |
| 2019年 | ポルシェ・GTチーム                         | ポルシェ・911 RSR        | GTLM   | DAY 3  | SEB 5  | LBH 1 | MDO 1 | WGL 6  | MOS 1 | LIM 2 | ELK 3 | VIR 2 | LGA 7 | PET 5  |       | 1位  | 330      |
| 2020年 | ポルシェ・GTチーム                         | ポルシェ・911 RSR-19     | GTLM   | DAY 2  | DAY 2  | SEB 3 | ELK 5 | VIR 5  | PET 6 | MDO   | CLT 6 | PET 5 | LGA 1 | SEB 2  |       | 6位  | 289      |
| 2021年 | チーム・ハードポイント・EBM                | ポルシェ・911 GT3 R      | GTD    | DAY 10 | SEB    | MDO   | DET   | WGL    | MOS   | LIM   | ELK   | VIR   | LGA   | LBH    |       | 41位 | 462      |
| 2021年 | キャデラック・チップ・ガナッシ・レーシング | キャデラック・DPi-V.R    | DPi    |        |        |       |       |        |       |       |       |       |       |        | PET 5 | 20位 | 284      |
| 2022年 | キャデラック・レーシング                   | キャデラック・DPi-V.R    | DPi    | DAY 6  | SEB 1  | LBH 2 | LGA 5 | MDO 4  | DET 3 | WGL 4 | MOS 4 | ELK 2 | PET 5 |        |       | 4位  | 3191     |
| 2023年 | キャデラック・レーシング                   | キャデラック・V-LMDh     | GTP    | DAY 4  | SEB    | LBH   | LGA   | WGL    | MOS   | ELK   | IMS   | PET   |       |        |       | 21位 | 306      |

- 太字はポールポジション、斜字はファステストラップ。(key)
- * : 今シーズンの順位。（現時点）

#### FIA 世界耐久選手権
| 年     | チーム                         | 使用車両                  | クラス       | 1       | 2      | 3       | 4     | 5      | 6      | 7       | 8     | 9     | 順位 | ポイント |
| ------ | ------------------------------ | ------------------------- | ------------ | ------- | ------ | ------- | ----- | ------ | ------ | ------- | ----- | ----- | ---- | -------- |
| 2015年 | ポルシェ・チーム               | ポルシェ・919ハイブリッド | LMP1         | SIL     | SPA 6  | LMN 1   |       |        |        |         |       |       | 9位  | 58       |
| 2015年 | アブダビ・プロトン・レーシング | ポルシェ・911 RSR         | LMGTE Am     |         |        |         | NÜR 6 | COA 2  | FSW 5  | SHA     | BHR   |       | 13位 | 36       |
| 2017年 | ポルシェ・LMPチーム            | ポルシェ・919ハイブリッド | LMP1         | SIL 2   | SPA 3  | LMN 1   | NÜR 1 | MEX 1  | COA 1  | FSW 4   | SHA 2 | BHR 2 | 1位  | 208      |
| 2023年 | キャデラック・レーシング       | キャデラック・Vシリーズ.R | ハイパーカー | SEB 4   | POR 4  | SPA 5   | LMN 3 | MNZ 10 | FSW 10 | BHR 11  |       |       | 5位  | 72       |
| 2024年 | キャデラック・レーシング       | キャデラック・Vシリーズ.R | ハイパーカー | QAT DSQ | IMO 10 | SPA Ret | LMN 7 | SÃO 13 | COA 4  | FSW Ret | BHR 6 |       | 15位 | 38       |

- 太字はポールポジション、斜字はファステストラップ。(key)
- * : 今シーズンの順位。（現時点）

#### ル・マン24時間レース
| ル・マン24時間レース 結果 | ル・マン24時間レース 結果  | ル・マン24時間レース 結果                             | ル・マン24時間レース 結果 | ル・マン24時間レース 結果 | ル・マン24時間レース 結果 | ル・マン24時間レース 結果 | ル・マン24時間レース 結果 |
| 年                        | チーム                     | コ・ドライバー                                        | 使用車両                  | クラス                    | 周回                      | 順位                      | クラス 順位               |
| ------------------------- | -------------------------- | ----------------------------------------------------- | ------------------------- | ------------------------- | ------------------------- | ------------------------- | ------------------------- |
| 2015年                    | ポルシェ・チーム           | ニコ・ヒュルケンベルグ ニック・タンディ               | ポルシェ・919ハイブリッド | LMP1                      | 395                       | 1位                       | 1位                       |
| 2016年                    | ポルシェ・モータースポーツ | ヨルグ・ベルグマイスター フレデリック・マコヴィッキィ | ポルシェ・911 RSR         | GTE Pro                   | 140                       | DNF                       | DNF                       |
| 2017年                    | ポルシェ・LMPチーム        | ティモ・ベルンハルト ブレンドン・ハートレイ           | ポルシェ・919ハイブリッド | LMP1                      | 367                       | 1位                       | 1位                       |
| 2018年                    | ポルシェ・GTチーム         | パトリック・ピレ ニック・タンディ                     | ポルシェ・911 RSR         | GTE Pro                   | 334                       | 27位                      | 10位                      |
| 2019年                    | ポルシェ・GTチーム         | パトリック・ピレ ニック・タンディ                     | ポルシェ・911 RSR         | GTE Pro                   | 342                       | 22位                      | 3位                       |
| 2021年                    | ウェザーテック・レーシング | ローレンス・ヴァントール クーパー・マクニール         | ポルシェ・911 RSR-19      | GTE Pro                   | 139                       | DNF                       | DNF                       |
| 2023年                    | キャデラック・レーシング   | アレックス・リン リチャード・ウェストブルック         | キャデラック・Vシリーズ.R | ハイパーカー              | 341                       | 3位                       | 3位                       |
| 2024年                    | キャデラック・レーシング   | アレックス・リン アレックス・パロウ                   | キャデラック・Vシリーズ.R | ハイパーカー              | 311                       | 7位                       | 7位                       |

#### デイトナ24時間レース
| デイトナ24時間レース 結果 | デイトナ24時間レース 結果                                 | デイトナ24時間レース 結果                                                                   | デイトナ24時間レース 結果 | デイトナ24時間レース 結果 | デイトナ24時間レース 結果 | デイトナ24時間レース 結果 | デイトナ24時間レース 結果 |
| 年                        | チーム                                                    | コ・ドライバー                                                                              | 使用車両                  | クラス                    | 周回                      | 順位                      | クラス 順位               |
| ------------------------- | --------------------------------------------------------- | ------------------------------------------------------------------------------------------- | ------------------------- | ------------------------- | ------------------------- | ------------------------- | ------------------------- |
| 2014年                    | ミュールナー・モータースポーツ                            | エウジェニオ・アモス ブラッドリー・ブラム アレキサンドレ・インペラトーリ ロナルド・ジッツァ | ポルシェ・911 GTアメリカ  | GTD                       | 492                       | DNF                       | DNF                       |
| 2015年                    | ポルシェ・ノースアメリカ                                  | ヨルグ・ベルグマイスター ミカエル・クリステンセン フレデリック・マコヴィッキィ              | ポルシェ・911 RSR         | GTLM                      | 581                       | DNF                       | DNF                       |
| 2016年                    | ポルシェ・ノースアメリカ                                  | フレデリック・マコヴィッキィ ミカエル・クリステンセン                                       | ポルシェ・911 RSR         | GTLM                      | 722                       | 9位                       | 3位                       |
| 2018年                    | ポルシェ・GTチーム                                        | ローレンス・ヴァントール ジャンマリア・ブルーニ                                             | ポルシェ・911 RSR         | GTLM                      | 774                       | 17位                      | 6位                       |
| 2019年                    | ポルシェ・GTチーム                                        | ローレンス・ヴァントール マシュー・ジャミネット                                             | ポルシェ・911 RSR         | GTLM                      | 570                       | 12位                      | 3位                       |
| 2020年                    | ポルシェ・GTチーム                                        | ローレンス・ヴァントール マシュー・ジャミネット                                             | ポルシェ・911 RSR-19      | GTLM                      | 786                       | 14位                      | 2位                       |
| 2021年                    | チーム・ハードポイント アール・バンバー・モータースポーツ | ロブ・フェリオル キャサリン・レッグ クリスティーナ・ニールセン                              | ポルシェ・911 GT3 R       | GTD                       | 737                       | 32位                      | 10位                      |
| 2022年                    | キャデラック・レーシング                                  | アレックス・リン ケビン・マグヌッセン マーカス・エリクソン                                  | キャデラック・DPi-V.R     | DPi                       | 734                       | 12位                      | 6位                       |
| 2023年                    | キャデラック・レーシング                                  | アレックス・リン リチャード・ウェストブルック                                               | キャデラック・V-LMDh      | GTP                       | 783                       | 4位                       | 4位                       |

#### セブリング12時間レース
| セブリング12時間レース 結果 | セブリング12時間レース 結果                               | セブリング12時間レース 結果                                            | セブリング12時間レース 結果 | セブリング12時間レース 結果 | セブリング12時間レース 結果 | セブリング12時間レース 結果 | セブリング12時間レース 結果 |
| 年                          | チーム                                                    | コ・ドライバー                                                         | 使用車両                    | クラス                      | 周回                        | 順位                        | クラス 順位                 |
| --------------------------- | --------------------------------------------------------- | ---------------------------------------------------------------------- | --------------------------- | --------------------------- | --------------------------- | --------------------------- | --------------------------- |
| 2014年                      | ミュールナー・モータースポーツ                            | カイル・ギンプル ルジェロ・メルグラティ                                | ポルシェ・911 GTアメリカ    | GTD                         | 154                         | 51位                        | 20位                        |
| 2015年                      | ポルシェ・ノースアメリカ                                  | ニック・タンディ パトリック・ピレ リヒャルト・リーツ                   | ポルシェ・911 RSR           | GTLM                        | 328                         | 14位                        | 5位                         |
| 2015年                      | ポルシェ・ノースアメリカ                                  | ヨルグ・ベルグマイスター フレデリック・マコヴィッキィ ニック・タンディ | ポルシェ・911 RSR           | GTLM                        | 317                         | 21位                        | 7位                         |
| 2016年                      | ポルシェ・GTチーム                                        | フレデリック・マコヴィッキィ ミカエル・クリステンセン                  | ポルシェ・911 RSR           | GTLM                        | 235                         | 13位                        | 3位                         |
| 2018年                      | ポルシェ・GTチーム                                        | ローレンス・ヴァントール ジャンマリア・ブルーニ                        | ポルシェ・911 RSR           | GTLM                        | 328                         | 12位                        | 3位                         |
| 2019年                      | ポルシェ・GTチーム                                        | ローレンス・ヴァントール マシュー・ジャミネット                        | ポルシェ・911 RSR           | GTLM                        | 330                         | 14位                        | 5位                         |
| 2020年                      | ポルシェ・GTチーム                                        | ニック・タンディ フレデリック・マコヴィッキィ                          | ポルシェ・911 RSR-19        | GTLM                        | 332                         | 12位                        | 1位                         |
| 2020年                      | ポルシェ・GTチーム                                        | ローレンス・ヴァントール ニール・ジャニ                                | ポルシェ・911 RSR-19        | GTLM                        | 332                         | 13位                        | 2位                         |
| 2021年                      | チーム・ハードポイント アール・バンバー・モータースポーツ | トレントン・エステップ ロブ・フェリオル                                | ポルシェ・911 GT3 R         | GTD                         | 280                         | 29位                        | 10位                        |
| 2022年                      | キャデラック・レーシング                                  | アレックス・リン ニール・ジャニ                                        | キャデラック・DPi-V.R       | DPi                         | 351                         | 1位                         | 1位                         |

### グランドツーリング

#### GTワールドチャレンジ・ヨーロッパ・耐久カップ
| 年     | チーム                      | 車両                | クラス | 1       | 2     | 3       | 4       | 5      | 順位 | ポイント |
| ------ | --------------------------- | ------------------- | ------ | ------- | ----- | ------- | ------- | ------ | ---- | -------- |
| 2017年 | KÜS TEAM75 ベルンハルト     | ポルシェ・911 GT3 R | Pro    | MNZ     | SIL   | LEC     | SPA 4   | CAT    | 22位 | 12       |
| 2018年 | KÜS TEAM75 ベルンハルト     | ポルシェ・911 GT3 R | Pro    | MNZ     | SIL   | LEC     | SPA Ret | CAT    | 43位 | 3        |
| 2019年 | KÜS TEAM75 ベルンハルト     | ポルシェ・911 GT3 R | Pro    | MNZ     | SIL   | LEC     | SPA 9   | CAT    | 33位 | 2        |
| 2020年 | ローヴェ・レーシング        | ポルシェ・911 GT3 R | Pro    | IMO     | NÜR   | SPA 1   | LEC     |        | 10位 | 33       |
| 2021年 | GPX・マルティニ・レーシング | ポルシェ・911 GT3 R | Pro    | MNZ Ret | LEC 1 | SPA Ret | NÜR 37  | CAT 10 | 10位 | 35       |

- 太字はポールポジション、斜字はファステストラップ。(key)
- * : 今シーズンの順位。（現時点）

#### スパ・フランコルシャン24時間レース
| スパ24時間レース 結果 | スパ24時間レース 結果              | スパ24時間レース 結果                                                    | スパ24時間レース 結果 | スパ24時間レース 結果 | スパ24時間レース 結果 | スパ24時間レース 結果 | スパ24時間レース 結果 |
| 年                    | チーム                             | コ・ドライバー                                                           | 使用車両              | クラス                | 周回                  | 順位                  | クラス 順位           |
| --------------------- | ---------------------------------- | ------------------------------------------------------------------------ | --------------------- | --------------------- | --------------------- | --------------------- | --------------------- |
| 2018年                | KÜS TEAM75 ベルンハルト            | ティモ・ベルンハルト ローレンス・ヴァントール                            | ポルシェ・911 GT3 R   | Pro                   | 353                   | DNF                   | DNF                   |
| 2019年                | KÜS TEAM75 ベルンハルト            | ティモ・ベルンハルト ローレンス・ヴァントール                            | ポルシェ・911 GT3 R   | Pro                   | 362                   | 9位                   | 9位                   |
| 2020年                | ローヴェ・レーシング               | ニック・タンディ ローレンス・ヴァントール                                | ポルシェ・911 GT3 R   | Pro                   | 527                   | 1位                   | 1位                   |
| 2021年                | GPX・マルティニ・レーシング        | マット・キャンベル マシュー・ジャミネット                                | ポルシェ・911 GT3 R   | Pro                   | 246                   | DNF                   | DNF                   |
| 2022年                | シンハー・レーシングチーム TP12    | ピティ・ビロンバクディ クリストフ・ハモン タナート・サティエンティラクル | ポルシェ・911 GT3 R   | Pro-Am                | 526                   | 30位                  | 3位                   |
| 2023年                | グローブ・レーシング               | ブレントン・グローブ ステファン・グローブ アントン・デ・パスカーレ       | ポルシェ・911 GT3 R   | Bronze                | 440                   | 45位                  | 13位                  |
| 2024年                | アール・バンバー・モータースポーツ | エイドリアン・ダ・シルバ ブレンドン・リーチ ケロン・リー                 | ポルシェ・911 GT3 R   | Pro-Am                | 76                    | DNF                   | DNF                   |

#### ニュルブルクリンク24時間レース
| ニュルブルクリンク24時間レース 結果 | ニュルブルクリンク24時間レース 結果 | ニュルブルクリンク24時間レース 結果                                | ニュルブルクリンク24時間レース 結果 | ニュルブルクリンク24時間レース 結果 | ニュルブルクリンク24時間レース 結果 | ニュルブルクリンク24時間レース 結果 | ニュルブルクリンク24時間レース 結果 |
| 年                                  | チーム                              | コ・ドライバー                                                     | 車                                  | クラス                              | 周回                                | 順位                                | クラス 順位                         |
| ----------------------------------- | ----------------------------------- | ------------------------------------------------------------------ | ----------------------------------- | ----------------------------------- | ----------------------------------- | ----------------------------------- | ----------------------------------- |
| 2016年                              | マンタイ・レーシング                | ニック・タンディ ケビン・エストレ パトリック・ピレ                 | ポルシェ・911 GT3 R                 | SP9                                 | 1                                   | DNF                                 | DNF                                 |
| 2018年                              | マンタイ・レーシング                | ローレンス・ヴァントール ロマン・デュマ ケビン・エストレ           | ポルシェ・911 GT3 R                 | SP9                                 | 66                                  | DNF                                 | DNF                                 |
| 2019年                              | マンタイ・レーシング                | ローレンス・ヴァントール ミカエル・クリステンセン ケビン・エストレ | ポルシェ・911 GT3 R                 | SP9                                 | 156                                 | DSQ                                 | DSQ                                 |
| 2020年                              | KCMG                                | ティモ・ベルンハルト ヨルグ・ベルグマイスター デニス・オルセン     | ポルシェ・911 GT3 R                 | SP9 Pro                             | 83                                  | 13位                                | 13位                                |
| 2021年                              | フリカデリ・レーシングチーム        | マシュー・ジャミネット マット・キャンベル ニック・タンディ         | ポルシェ・911 GT3 R                 | SP9 Pro                             | 26                                  | DNF                                 | DNF                                 |
| 2022年                              | KCMG                                | デニス・オルセン ニック・タンディ                                  | ポルシェ・911 GT3 R                 | SP9 Pro                             | 149                                 | DNF                                 | DNF                                 |
| 2023年                              | フリカデリ・レーシングチーム        | ニック・キャッツバーグ フェリペ・レーザー デビッド・ピッタード     | フェラーリ・296 GT3                 | SP9 Pro                             | 162                                 | 1位                                 | 1位                                 |

#### バサースト12時間レース
| バサースト12時間レース 結果 | バサースト12時間レース 結果        | バサースト12時間レース 結果                 | バサースト12時間レース 結果 | バサースト12時間レース 結果 | バサースト12時間レース 結果 | バサースト12時間レース 結果 | バサースト12時間レース 結果 |
| 年                          | チーム                             | コ・ドライバー                              | 使用車両                    | クラス                      | 周回                        | 順位                        | クラス 順位                 |
| --------------------------- | ---------------------------------- | ------------------------------------------- | --------------------------- | --------------------------- | --------------------------- | --------------------------- | --------------------------- |
| 2014年                      | グローヴ・グループ                 | スティーヴ・グルーヴ ベン・バーカー         | ポルシェ・911GT3 Cup        | B                           | 286                         | 8位                         | 1位                         |
| 2016年                      | グローヴ・グループ                 | スティーヴ・グルーヴ スコット・マクラフリン | ポルシェ・911GT3 Cup        | B                           | 285                         | 12位                        | 1位                         |
| 2017年                      | ウォーキンショー・GT3レーシング    | ローレンス・ヴァントール ケビン・エストレ   | ポルシェ・911 GT3 R         | APP                         | 44                          | DNF                         | DNF                         |
| 2018年                      | クラフトバンブー・レーシング       | ローレンス・ヴァントール ケビン・エストレ   | ポルシェ・911 GT3 R         | APP                         | 271                         | 5位                         | 3位                         |
| 2020年                      | アール・バンバー・モータースポーツ | ローレンス・ヴァントール クレイグ・ラウンズ | ポルシェ・911 GT3 R         | A-GT3 Pro                   | 312                         | 9位                         | 8位                         |